# Tallinni repülőtér
A Tallinni repülőtér (észtül: Tallinna lennujaam) (IATA: TLL, ICAO: EETN) más néven Lennart Meri repülőtér Észtország fővárosában, Tallinnban található nemzetközi repülőtér, amely a belföldi és nemzetközi légi forgalmat is kiszolgálja. Ez volt a bázisrepülőtere a 2015. november 7-én csődbe ment Estonian Air nemzeti légitársaságnak. A repülőtér Tallinn központjától délkeletre 4 km-re, a Lasnamäe kerületben, az Ülemiste-tó partján található. Korábban Ülemiste repülőtér néven is ismert volt. 2009. március 29. óta viseli Lennart Meri egykori észt elnök nevét. Egy darab, 3070 m hosszúságú és 45 m széles aszfaltbeton kifutópályával rendelkezik.

## Tömegközlekedési kapcsolat
A 4-es vonal meghosszabbításával 2017 szeptemberétől villamossal is elérhető a repülőtér.

## Forgalom
Az utasforgalom az elmúlt években az alábbi módon változott:
| Utasok száma | 600  | 2400 | 12 800 | 37 000 | 170 000 | 365 000 | 336 282 | 997 461 | 1 958 801 | 2 748 255 |
|              | 1921 | 1930 | 1939   | 1954   | 1963    | 1972    | 1994    | 2004    | 2013      | 2022      |